# 浅香忠雄
浅香 忠雄（淺香、あさか ただお、1908年（明治41年）1月12日 - 1985年（昭和60年）5月28日）は、昭和期の実業家、政治家。衆議院議員（5期）。

## 経歴
大阪府堺市出身。1925年（大正14年）堀川商工専修学校を卒業した。
木村屋製パン社長、浅香産業社長、朝鮮耐火煉瓦社長、大阪変圧器顧問、三洋電機顧問、大阪工業大学常任顧問などを務めた。
大阪府会議員に選出され、大阪府教育委員会委員長、大阪府立新制大学設立委員長にも在任した。1949年（昭和24年）1月の第24回衆議院議員総選挙に大阪府第3区から民主自由党公認で立候補して初当選。以後、1958年（昭和33年）5月の第28回総選挙まで再選され、衆議院議員に連続5期在任した。この間、第5次吉田内閣厚生政務次官、衆議院逓信委員長、自由党総務、同政調会財政金融部長、同政調会副会長、自由民主党全国組織委員会副会長、同政調会通信部長などを務めた。その後、第29回総選挙に立候補したが次点で落選した。
1978年（昭和53年）4月の春の叙勲で勲二等に叙され、瑞宝章を受章する。
また、新京阪交通取締役、仁和寺ゴルフクラブ取締役に就任した。
1985年（昭和60年）5月28日、死去した。77歳没。同月31日、特旨を以て位記を追賜され、死没日付をもって従四位に叙された。